# Горенский лесопарк
Го́ренский лесопа́рк — лесопарк, занимающий территорию Горенского участкового лесничества Ногинского лесничества (до 2009 года — Горенский лесопарк в составе спецлесхоза «Балашихинский»). Лесопарк находится в ближайшем Подмосковье к востоку от Москвы, на территории городского округа Балашиха, и относится к лесопарковому защитному поясу города.
Создан в 1935 году. Общая площадь — 1358 гектаров. Администрация лесопарка находится в городе Балашихе.

## История и география
Своё название лесопарк получил по берущей начало и протекающей на его территории речке Горенке — правому притоку крупной реки Подмосковья Пехорки, впадающей в Москву-реку.
В 1935 (в год создания лесопарка) были начаты работы по строительству Сталинской водопроводной станции, в ходе которых верховье Горенки было канализовано и соединено с Мазуринским озером, которое с этого момента стало считаться речным истоком.
С запада Горенский лесопарк граничит с Москвой по участку МКАД, с севера отделяется от лесного массива Лосиного Острова Щёлковским шоссе, с северо-востока, востока и юга его территория примыкает к промышленным зонам и жилым кварталам города Балашиха. С северо-запада в лесной массив вклинивается водоохранная зона и инфраструктура Восточной водопроводной станции.
Леса Горенского лесопарка расположены в Московской Мещёре, для которой характерны преимущественно сосновые или смешанные леса, развитие болот и озер. Леса парка состоят в основном из хвойных сосново-еловых насаждений столетнего возраста с лиственным подлеском.

## Экология
В северной части территории лесопарка, недалеко от поста ГАИ на развилке Щёлковского и Балашихинского шоссе, расположено небольшое лесное озеро Дилёво, южнее — большое Мазуринское озеро с искусственной перемычкой, а к востоку в лесу — уникальное мезотрофное болото.
На восточной окраине лесопарка, в направлении с юга на север, видны следы большого вывала леса — последствия так называемого урагана в Балашихе 2000 года — девятибалльного шквала (шторма) вечером 4 сентября 2000.
В начале 2011 года губернатор Московской области Борис Громов, находясь в Калининграде на совещании по вопросу обеспечения жильём военнослужащих, обратился к премьер-министру Российской Федерации Владимиру Путину с просьбой разрешить вырубку участка леса первой категории под строительство автодороги с двумя развязками, которая должна связать Щёлковское шоссе с Горьковским. Большая часть трассы при этом должна пройти через ценные сосново-еловые массивы Горенского лесопарка.
В ответ на эти планы 16 июня 2011 года у здания Московской областной думы жителями Подмосковья был проведён митинг с требованием отставки губернатора Бориса Громова. Акция прошла под лозунгом «Нет захвату земель и вырубке лесов в Подмосковье!». В ней участвовали жители Клина, Красногорска, Балашихи и Королёва, страдающих от произвола властей.